# 鶴田知也
鶴田 知也（つるた ともや、1902年2月19日 - 1988年4月1日）は日本の小説家、農業指導者。小説『コシヤマイン記』で第3回芥川龍之介賞を受賞。

## 来歴・人物

### 幼少期
1902年（明治35年）2月19日、福岡県小倉市大阪町（現：北九州市小倉北区）でに高橋乕太郎、アサの三男として生まれる。実父乕太郎は植村正久門下のクリスチャンであり、リベラルな知識人として知られていた。兄弟に音楽家高橋信夫、画家の福田新生がいる。1909年（明治42年）、7歳の時に母アサの兄にあたる鶴田和彦、ミヨ夫妻の養子となり鶴田姓となる。鉄道技師であった養父和彦の転勤に伴い、小倉市、直方市、田川市、大分市の小学校を転々とし、最後に豊津尋常高等小学校で卒業した。
1915年（大正4年）、仲津郡豊津村（現：京都郡みやこ町）の福岡県立豊津中学校（現福岡県立育徳館高等学校）に入学。同校の先輩に堺利彦、葉山嘉樹がいる。特に葉山は実父乕太郎と親交を持っており、中学時代に高橋邸より通学していた鶴田の人格形成に深い影響を与えている。中学校時代は乕太郎や葉山の影響で文芸活動に勤しみ、中でも北海道山越郡（現：渡島総合振興局二海郡）八雲町の開拓記録である都築省三『村の創業』に大きな感銘を受ける。また、乕太郎の蔵書からユニオン神学校の倫理学教授であったハリー・F・ウォードの『労働者の為めに』（原題『The Labor Movement, from the Standpoint』）を知り、キリスト教社会主義に共鳴する。
1922年（大正11年）に同校を卒業。乕太郎の勧めでその師・植村がいる東京神学社に入学。そこで八雲町出身で後に同町長となる真野萬穰の知遇を得る。彼の勧めで八雲町に八ヶ月ほど、様々な職を体験しながら逗留することとなる。その地で後に彼の執筆活動に大きな契機を与える農業技術員の大田正治やユーラップ・コタンの首長イコトルに出会うなど、八雲町は鶴田にとって第二の故郷と云える重要な場所となった。やがて信仰の在り方に疑問を持ち、神学社を退学して帰郷する。
帰郷した鶴田を待っていたのは、名古屋労働者協会を設立し、サンジカリズム系労働運動のリーダーとして活動していた葉山であった。彼の勧誘で同協会に入会し労働争議などに関与するも、協会に危機が迫っていることを予知した葉山は鶴田を帰郷させた。その直後、1923年（大正12年）6月に、後に「名古屋共産党事件」と呼ばれる検挙によって葉山は入獄。やがて獄中に執筆した『淫売婦』、『難破』（後に『海に生くる人々』と改題）によってプロレタリア文学作家として知れ渡るようになる。その間、鶴田は郷里・豊津で弟信夫の主催する文芸同人誌に参加し、後に妻となる野島勝子に出会う。また、1926年（大正15年・昭和元年）には姉・豊子を訪ねて朝鮮半島に渡り、民族問題に関心を寄せる。

### 「文芸戦線」での活動
1927年（昭和2年）、帰郷した鶴田は再び葉山の勧誘を受け上京し、労農芸術家連盟（労芸）に加盟。11月、「文芸戦線」誌に『子守娘が紳士を殴った』で作家デビューする。折しも葉山らが日本プロレタリア芸術連盟から追放され、その後山川均の論文掲載を巡って蔵原惟人が労芸を脱退するなど、左派芸術家たちが四散分裂を繰り返していた時期だった。この年、野島勝子と結婚。
鶴田はその後、労芸が1932年（昭和7年）に解散し、「文芸戦線」が終刊するまで同誌を中心に活動を展開した。鶴田が活動した時期は1928年3月15日の左翼大弾圧や五・一五事件を契機としてそれまで地下にあった共産党系左翼組織が結合。中野重治を中心とした全日本無産者芸術連盟（ナップ）結成に至り、従来の社会主義系組織と対立するようになった時期である。1928年に「戦旗」誌が創刊し、小林多喜二、徳永直が華々しくデビューしたのとは対照的に、労芸と「文芸戦線」は様々な内紛によって、「文戦」「レフト」「新文戦」と縮小していった。この時、ともに終刊まで筆を並べていたのが終生の盟友となる伊藤永之介である。
「文芸戦線」時代の作品として、蔵原に評価された『海鳴り』（1928年）と、それを軸としてイコトル首長を登場させた『闇の怒』（1929年）がある。また、1930年には文芸誌「若草」に八雲町を舞台とした第一号作品、『ユーラップ河の秋』を出している。1933年には『コシヤマイン記』の前身と云えるアイヌを主題とした叙事詩的作品、『ペンケル物語』を「レフト」にて発表した。
だが、「文芸戦線」に参加した5年間に書き上げた作品はその後単行本として収録されることはなく、『海鳴り』や『闇の怒』など数作が鶴田の最晩年、1985年に編纂された『プロレタリア文学集11 文芸戦線作品集 第二巻』に収録されたのみである。

### 『コシヤマイン記』発表と農民文学への転向
プロレタリア文学そのものが1933年の小林虐殺による終焉を迎える中、生活苦のために家族ぐるみで共同生活を送っていた鶴田。伊藤は1936年（昭和11年）1月、同人誌「小説」を出版。その一ヶ月後、2月に代表作となる『コシヤマイン記』を発表する。林房雄によって推挙された同作は同年8月、小田嶽夫の『城外』とともに第3回芥川賞を受賞。同賞の懸賞金で八雲町を再訪しており、酪農を軸とした新たな農民文学を志すようになる。
『コシヤマイン記』を契機に、昭和10年代以降はプロレタリア文学から離れ、穏当な農民文学へと移行していった。1937年から41年にかけて、現在『コシヤマイン記』とともに講談社文芸文庫に収蔵されている、『摩周湖』（37年）『ピリカベツの駅逓』（38年）、『ベロニカ物語』『ポプラの墓標』（40年）、『ナンマッカの大男』『ニシタッパの農夫』（41年）といった「北海道もの」が執筆された。また、40年には葉山を題材とした『我が悪霊』を刊行している。
この頃になると戦時体制による統制は著しいものになり、40年には日本出版文化協会が設立され、出版用紙の割当は完全に国の統制下に置かれた。1943年には書籍・雑誌出版社が十分の一に整理された。そのような社会の中で、国策との軋轢を生まないような作風を選んできた鶴田の作品は、戦争が進むにつれ、あからさまな戦時協力体制むき出しの作品へと変化していった。1944年に刊行した『土の英雄』は国家総動員体制で一致団結した開拓民の子の成長物語であり、被征服民の苦しみを描いた『コシヤマイン記』と対立するものであった。

### 戦後、農業指導者としての後半生
戦況が厳しくなった1945年に、鶴田・伊藤両一家は秋田県平鹿郡横手町（現：横手市）に疎開する。以後、1950年に上京するまでの間、秋田に留まり酪農の講演活動をする傍ら執筆活動を行った。その後、1952年と翌53年に日本社会党公認候補として級秋田二区より衆議院選挙に出馬するも落選。55年には秋田県横手市長選挙に出馬するもこれも落選している。その間、1954年に刊行した児童小説、『ハッタラはわが故郷』が翌55年に小学館児童文化賞を受賞。
だが、この時期から農業誌の編集長や、農業問題研究会事務局長など農業指導者としての活動が主体となり、文筆活動からは徐々に離れていった。1961年に『アイヌ悲歌・コシャマイン叛乱』、1963年に『アイヌ清左衛門の入牢』と2作の短編を「人物往来歴史読本」で発表しているが、これが小説家として最末期の作だとされる。1956年には長らく生活を共にしてきた伊藤が没する。
1970年（昭和47年）、70歳になった晩年の鶴田は草木画家として活動し、何作かの画集を出版している。
1988年（昭和63年）4月1日、肝不全のため東京都中野区の慈生会病院（現：総合東京病院）で死去。86歳没。
没する2年前、1986年に八雲町春日に顕彰碑が建立され、自ら揮毫を残している。また、没後、故郷の豊津（みやこ町）の八景山自然公園中腹にも顕彰碑が建てられた。

## 主な作品
戦前のプロレタリア文学運動の分裂と終焉、戦時体制による統制という文筆家としては難しい時代に生き、戦後は農業指導者として作家活動から離れた鶴田の作品は全集未収録、あるいは埋没しているものが多く、現在においてもその全貌は明らかではない。
- 海鳴り　(文芸戦線 1928.1)
- 闇の怒　(文芸戦線 1929.1)
- ペンケル物語　(レフト 1933.9)
- コシャマイン記　(小説 1936.2)
- ビンニラ物語―篠原中佐と若林軍医の話　（文藝春秋 1937.1）
- T農場の人々　(自由 1937.1～4)
- 僕たちと志摩氏　(改造 1937.2)
- 摩周湖　(若草 1937.11)
- わが悪霊　(日本文学 1938.5)
- 山岳を征く部隊　(文藝 1938.5)
- 和蘭豆百害之事　(文筆 1938.5)
- ピリカベツの駅逓　(中央公論 1938.10)
- トコタンの丘　(革新 1939.3)
- ベロニカ物語　(月刊文章 1939.7)
- ポプラの墓標　(若草 1939.7)
- ナンマッカの大男　(公論 1941.10)
- ニシタッパの農夫　(週刊朝日 1941.10)
- 土の英雄　(健文社 1944.3)
- アッツ島　(国民図書刊行会設立事務所 1944.3)
- ハッタラはわが故郷　(小学六年生 1954.4 - 1955.3)

## 著作

### 著書
- コシヤマイン記 : 他六篇 鶴田知也 著 改造社  1936
- 若き日 鶴田知也 著 鱒書房  1939(コバルト叢書 ; 第4)
- わが悪霊 鶴田知也 著 六芸社  1939
- 北辺記 : 小説集 鶴田知也 著 砂子屋書房  1939
- コシャマイン記 鶴田知也 著 日本文學社  1939(現代名作児童版)
- あたらしき門 : 季節の人々 鶴田知也 著 三笠書房  1940
- トコタンの丘 : 他二篇 鶴田知也 著 今日の問題社  1940
- 家庭の幸福 : 外五篇 鶴田知也 著 桜井書店  1941
- 北辺の土 鶴田知也 著 国文社  1942
- 北方の道 鶴田知也 著 錦城出版社  1942(新日本文芸叢書)
- 神々の日 鶴田知也 著 桜井書店  1942
- 自然と愛 鶴田知也 著 学芸社  1942
- 土の英雄 鶴田知也 著 大雅堂  1944
- 土の英雄 鶴田知也 著 健文社  1944
- 若き日 鶴田知也 著 コバルト社  1945(コバルト叢書 ; 第4)
- 家庭の幸福 鶴田知也 著 桜井書店  1948
- ハッタラはわが故郷 鶴田知也 著 刀江書院  1960(少年少女現代文学傑作選集 ; 5)
- 農業の近代化と共同経営 : 新利根開拓農協の歩み 的場徳造, 鶴田知也, 上野満 共著 文教書院  1960
- 母と子の世界偉人物語 2（アンデルセン、夏目漱石、マーク・トウェン）岡田要等監修 鶴田知也等著 若菜珪等絵　小学館
- 新しい農民運動の創造 : 生産農民とともに考える 鶴田知也 著 社会新報  1967
- 鶴田知也作品集 新時代社  1970
- わが植物画帖 第1集　鶴田知也 著 市民新聞社  1972
- アンデルセン・夏目漱石・マークトウェイン 鶴田知也 等文,若菜珪 等絵 小学館  1973(偉人物語)
- わが植物画帖 第2集 鶴田知也 著 市民新聞社  1974
- 秩父 : 札所三十四カ所めぐり [文・画]: 鶴田知也,[写真]: 井上光三郎 思学社  1975
- コシャマイン記 鶴田知也 著 みやま書房  1976
- 画文草木帖 鶴田知也 著 東京書籍  1978(東書選書 ; 25)
- 草木図誌 鶴田知也 著 東京書籍  1979(東書選書 ; 45)
- 北海道文学全集 第11巻 立風書房  1980
- 百草百木誌 鶴田知也 著 角川書店  1981(角川選書 ; 128)
- 秩父路の野草 夏秋編 鶴田知也 文,井上光三郎 写真 埼玉新聞社  1983
- 秩父路の野草 冬春編 鶴田知也 文,井上光三郎 写真 埼玉新聞社  1984
- 草木を描く楽しみ 鶴田知也 著 東京書籍  1987
- コシャマイン記ベロニカ物語 : 鶴田知也作品集 鶴田知也 [著], 講談社  2009(講談社文芸文庫 ; つI1)

### 翻訳
- 北京の日 上下巻 林語堂 著,鶴田知也 訳 今日の問題社  1940
- ノーベル賞文学叢書 第1 今日の問題社  1940 
  - しとやかなる天性 / F.エミール・シッランパア 著 鶴田知也 訳
  - ふたりの母・瀬戸人形 / ジグリット・ウンセット 著 宮原晃一郎 訳
- 永遠の人 : 長篇 ショウレム・アッシュ 著, 鶴田知也, 山田敦, 青山一浪 共訳 桜井書店  1941
- 家なき子 マロー 原作,鶴田知也 文,矢車すずし 絵 小学館  1963(幼年世界名作文学全集 ; 14)
- 少年少女世界の文学 : カラー名作 10(アメリカ 4) 名作選定委員会 編 小学館  1970 
  - 荒野の呼び声 / ロンドン 原作 鶴田知也 [文]
  - あしながおじさん / ウェブスター 原作 森いたる [文]
  - ホーソン短編集 / 上崎美恵子 [文]
- ノーベル賞文学叢書 1 本の友社  2005 
  - しとやかなる天性 / F.E.シッランパー 作 鶴田知也 訳
  - ふたりの母 / S.ウンセット 作 宮原晃一郎 訳
  - 瀬戸人形 / S.ウンセット 作 宮原晃一郎 訳